# Olav Magnusson di Norvegia
Olav Magnusson di Norvegia (1099 – 22 dicembre 1115) fu re di Norvegia dal 1103 al 1115.
Terzogenito di Magnus III di Norvegia, condivise il potere assieme ai suoi fratelli maggiori Øystein I e Sigurd I.

## Biografia
Era figlio di Magnus III di Norvegia e di una sua amante, Sigrid Saxesdatter. Il re ebbe soltanto figli illegittimi che ebbero pari diritti al trono.
Per evitare guerre di successione, alla morte di Magnus III nel 1103 salirono al trono Olav e i fratelli Sigurd I di Norvegia e Øystein I di Norvegia.
Avendo solo quattro anni al momento dell'incoronazione, i suoi fratelli più grandi furono nominati reggenti.
Nel 1115 si ammalò e morì il 22 dicembre. I suoi anni di regno, per di più sotto la reggenza di Sigurd ed Eystein, furono così brevi e la sua influenza politica così irrilevante che molti storici non tengono in considerazione Olav al fine della numerazione cronologica dei re norvegesi suoi omonimi: con il nome di Olav IV di Norvegia quindi si intende il figlio del re Haakon VI di Norvegia divenuto a sua volta sovrano di Norvegia nel 1380.

## Ascendenza
|                            |   |                      | Genitori                  |  |  | Nonni |  |  | Bisnonni               |  |  | Trisnonni  |  |
|                            |   |                      |                           |  |  |       |  |  | Harald III di Norvegia |  |  | Sigurd Syr |  |
|                            |   |                      |                           |  |  |       |  |  | Harald III di Norvegia |  |  | Sigurd Syr |  |
|                            |   | Åsta Gudbrandsdatter |                           |  |  |       |  |  | Harald III di Norvegia |  |  |            |  |
| Olaf III di Norvegia       |   |                      |                           |  |  |       |  |  | Harald III di Norvegia |  |  |            |  |
|                            |   | Tora Torbergsdatter  | Torberg Arnesson di Giske |  |  |       |  |  |                        |  |  |            |  |
|                            |   | Tora Torbergsdatter  | Torberg Arnesson di Giske |  |  |       |  |  |                        |  |  |            |  |
|                            |   | Tora Torbergsdatter  | Ragnhild Erlingsdatter    |  |  |       |  |  |                        |  |  |            |  |
| Magnus III di Norvegia     |   | Tora Torbergsdatter  |                           |  |  |       |  |  |                        |  |  |            |  |
|                            |   | …                    | …                         |  |  |       |  |  |                        |  |  |            |  |
|                            |   | …                    | …                         |  |  |       |  |  |                        |  |  |            |  |
|                            |   | …                    | …                         |  |  |       |  |  |                        |  |  |            |  |
| …                          |   | …                    |                           |  |  |       |  |  |                        |  |  |            |  |
|                            |   | …                    | …                         |  |  |       |  |  |                        |  |  |            |  |
|                            |   | …                    | …                         |  |  |       |  |  |                        |  |  |            |  |
|                            |   | …                    | …                         |  |  |       |  |  |                        |  |  |            |  |
| Olaf Magnusson di Norvegia |   | …                    |                           |  |  |       |  |  |                        |  |  |            |  |
|                            | … | …                    |                           |  |  |       |  |  |                        |  |  |            |  |
|                            | … | …                    |                           |  |  |       |  |  |                        |  |  |            |  |
|                            | … | …                    |                           |  |  |       |  |  |                        |  |  |            |  |
| …                          | … |                      |                           |  |  |       |  |  |                        |  |  |            |  |
|                            |   | …                    | …                         |  |  |       |  |  |                        |  |  |            |  |
|                            |   | …                    | …                         |  |  |       |  |  |                        |  |  |            |  |
|                            |   | …                    | …                         |  |  |       |  |  |                        |  |  |            |  |
| Sigrid Saxesdatter         |   | …                    |                           |  |  |       |  |  |                        |  |  |            |  |
|                            |   | …                    | …                         |  |  |       |  |  |                        |  |  |            |  |
|                            |   | …                    | …                         |  |  |       |  |  |                        |  |  |            |  |
|                            |   | …                    | …                         |  |  |       |  |  |                        |  |  |            |  |
| …                          |   | …                    |                           |  |  |       |  |  |                        |  |  |            |  |
|                            |   | …                    | …                         |  |  |       |  |  |                        |  |  |            |  |
|                            |   | …                    | …                         |  |  |       |  |  |                        |  |  |            |  |
|                            |   | …                    | …                         |  |  |       |  |  |                        |  |  |            |  |
|                            |   | …                    |                           |  |  |       |  |  |                        |  |  |            |  |